# Погребівська сільська рада (Васильківський район)
| Погребівська сільська рада — орган місцевого самоврядування у Васильківському районі Київської області з адміністративним центром у с. Погреби. Водоймища на території, підпорядкованій даній раді: Стугна. Сільській раді підпорядковані населені пункти: - с. Погреби - с. Заріччя |

## Склад ради
Рада складається з 14 депутатів та голови.

### Керівний склад ради
| ПІБ                           | Основні відомості                                                 | Дата обрання | Дата звільнення |
| ----------------------------- | ----------------------------------------------------------------- | ------------ | --------------- |
| Прокопишин Віталій Вікторович | Сільський голова, 1967 року народження, освіта, безпартійний      | 26.03.2006   | 31.10.2010      |
| Прокопишин Віталій Вікторович | Сільський голова, 1967 року народження, освіта вища, безпартійний | 31.10.2010   |                 |

Примітка: таблиця складена за даними джерела